# Pierre Dulaine
Pierre Dulaine (23 de abril de 1944 en Jaffa es un bailarín y profesor de danza palestino conocido por sus métodos de enseñanza artística como programa de integración social que permiten a los jóvenes y familias de clases desfavorecidas a vivir en un entorno alejado de la violencia y de la exclusión social.
Su peculiar estilo educativo fue llevado a la gran pantalla con la película Take the Lead en el que Antonio Banderas interpreta al propio Dulaine.

## Biografía
Dulaine nació el 1944 en Jaffa, Mandato Británico de Palestina. Su padre, de origen irlandés, fue miembro del Ejército Británico destinado en Palestina (antes de la fundación del estado de Israel) mientras que su madre era francopalestina. En 1948 sus padres abandonaron Palestina desde donde partieron hasta Chipre donde estuvo ocho meses hasta que volvieron a mudarse al archipiélago británico y de nuevo a Amán, Jordania donde aprendió francés y árabe en escuela mientras que en casa aprendía inglés. Tras producirse el conflicto del Sinaí en 1956, los padres de Pierre volvieron a emigrar viéndose forzados a dejar todo atrás para volar a Birmingham, Inglaterra donde empezaría su carrera de danza a los 14 años.
A los 18 años obtuvo la titulación de bailarín profesional y a los 21 aprendió baile de salón, danza latina y old time en la Facultad de ISTD aprobando con notable los ejercicios y formando miembro de derecho de la Sociedad de Profesores de Danza (ISTD por sus siglas en inglés)
Su destreza en el belting le llevó a ganar en dos ocasiones el "Duelo de Gigantes" en el Teatro Royal Albert Hall de Londres aparte de competir en el All England Professional Latin American Championship. En 1971 trabajó como bailarín individual en el Talk of the Town de la ciudad y más tarde en el nightclub L'Hirondelle donde entablaría amistad con varios artistas. Más adelante se marcharía a Nairobi donde actuaría en un cabaret durante un año. Finalmente firmaría un contrato con el director de un crucero que hacía la ruta Nueva York-Islas del Caribe. En 1972 fijó su residencia en Estados Unidos.
En 1973 conoció a la coreógrafa de ballet: Yvonne Marceau, la cual le presentó a Arthur Murray, quien le daría trabajo en su escuela de danza como profesor. Al mismo tiempo que daba clases, estuvo estudiando durante tres meses con John DelRoy con el que formó un equipo de baile que obtuvo una gran acogida y ganó varios campeonatos entre los que figuran el Campeonato Británico de Danza, el Nacional de América de 1977 al 1979 y en 1982 y en 2005 el de Artes.
En octubre de 1984, Pierre e Yvonne fundaron la compañía American Ballroom Theater Company y en marzo de 1986 hicieron varias funciones durante dos semanas en la Academia de la Música de Brooklyn. Tras el debut de la compañía, realizaron giras por Estados Unidos, países de Europa y Extremo Oriente. En 1989 se unieron al musical de Broadway Grand Hotel de Tommy Tune además de actuar en varios teatros de la zona durante dos años y medio tras una gira que finalizó en los teatros del West End.
Dulaine ha sido valorado de manera positiva por los medios de comunicación, entre los que se encuentra el New York Times que le definió de "Profesor y bailarín extraordinario". También fue galardonado junto a su Yvonne con el Astaire Award al Mejor Bailarín de Broadway por Grand Hotel y en 2011 recibió la medalla Ellis Island como reconocimiento a su trayectoria y éxitos.